# Íxquac
« Íxquac » (également orthographié « ixquahuac » ou « ixquauac ») est le nom nahuatl du couteau de sacrifice en silex utilisé pour les sacrifices humains rituels en Mésoamérique. Ce mot signifie « gros visage » ; l'explication la plus couramment apportée au sens de ce mot est qu'il faisait allusion aux décorations donnant la forme d'un visage à un grand nombre d'ixquac retrouvés par les archéologues. Ce terme est parfois remplacé, par métonymie, par le mot nahuatl « técpatl » signifiant « silex ».
Certains íxquac étaient pourvus d'un manche.

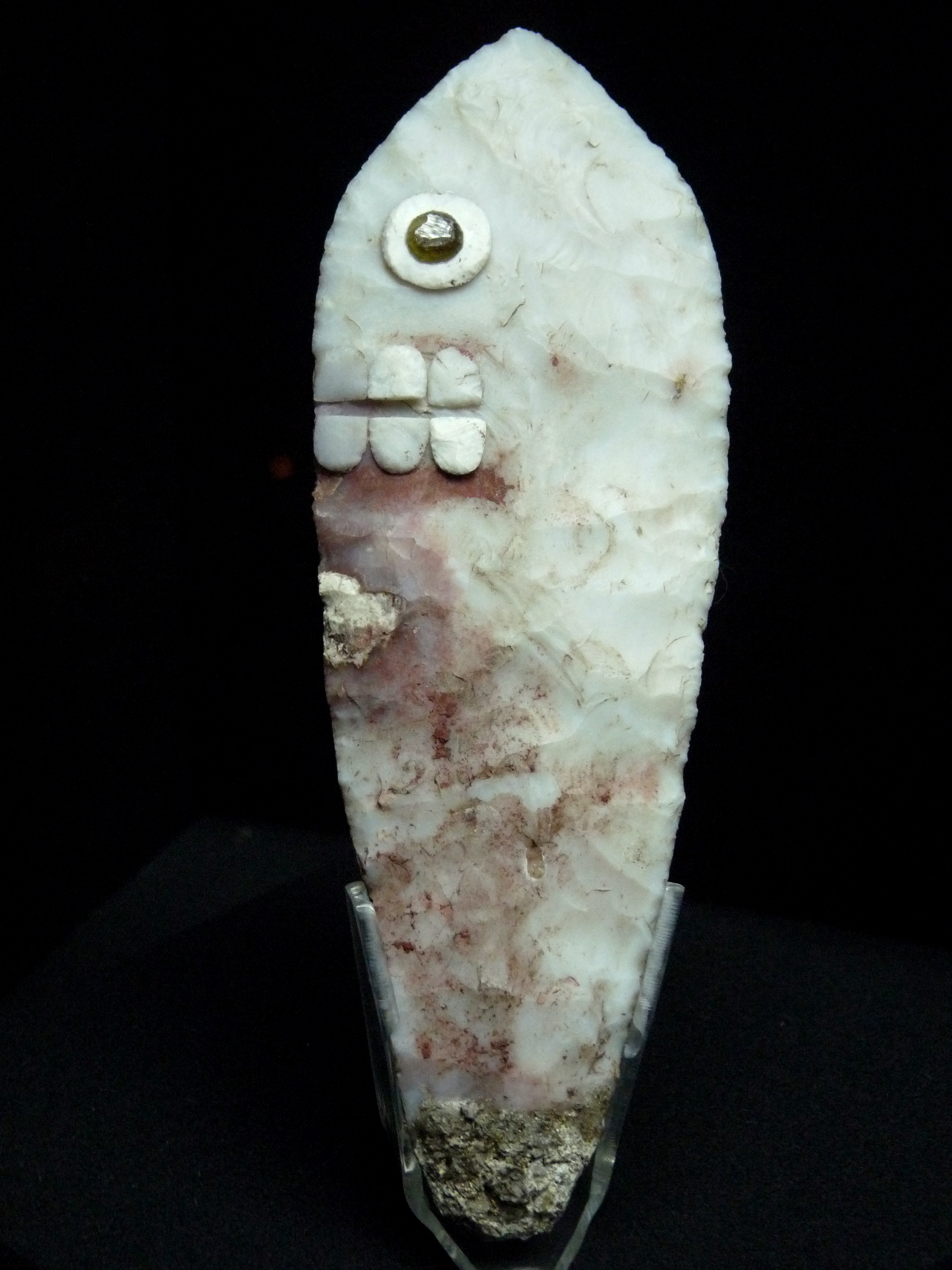
Une explication du sens du terme « íxquac » provient de la découverte de nombreux couteaux de sacrifice représentant un visage (musée du Templo Mayor de Mexico).
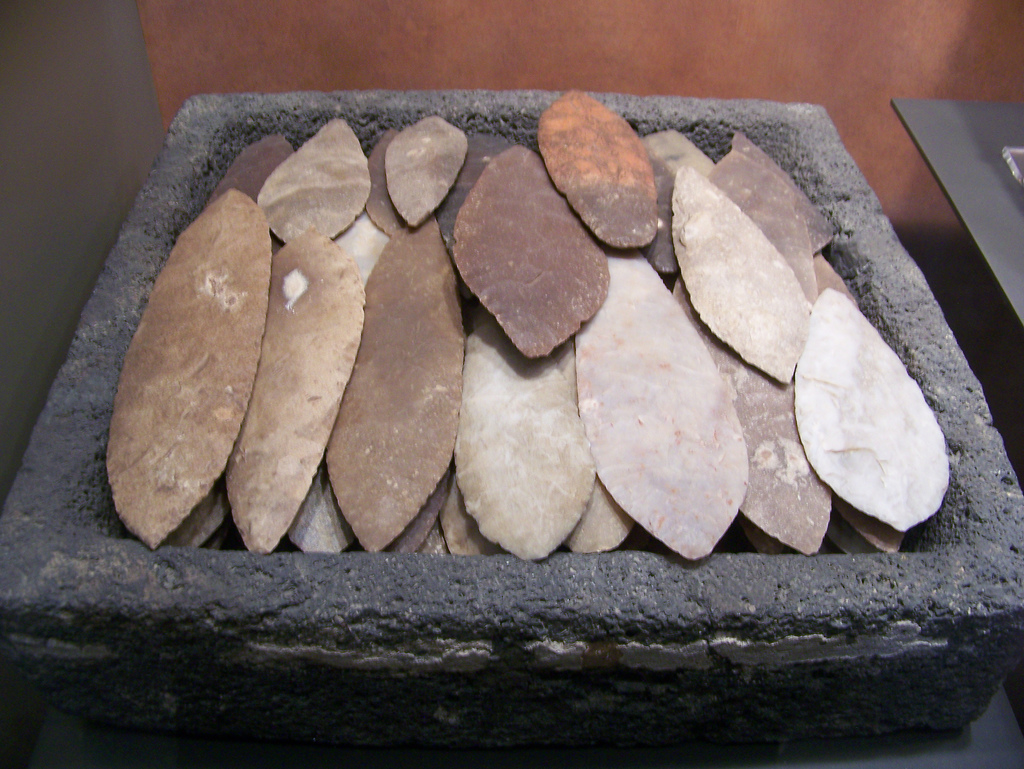
Couteaux de sacrifice mexicas.
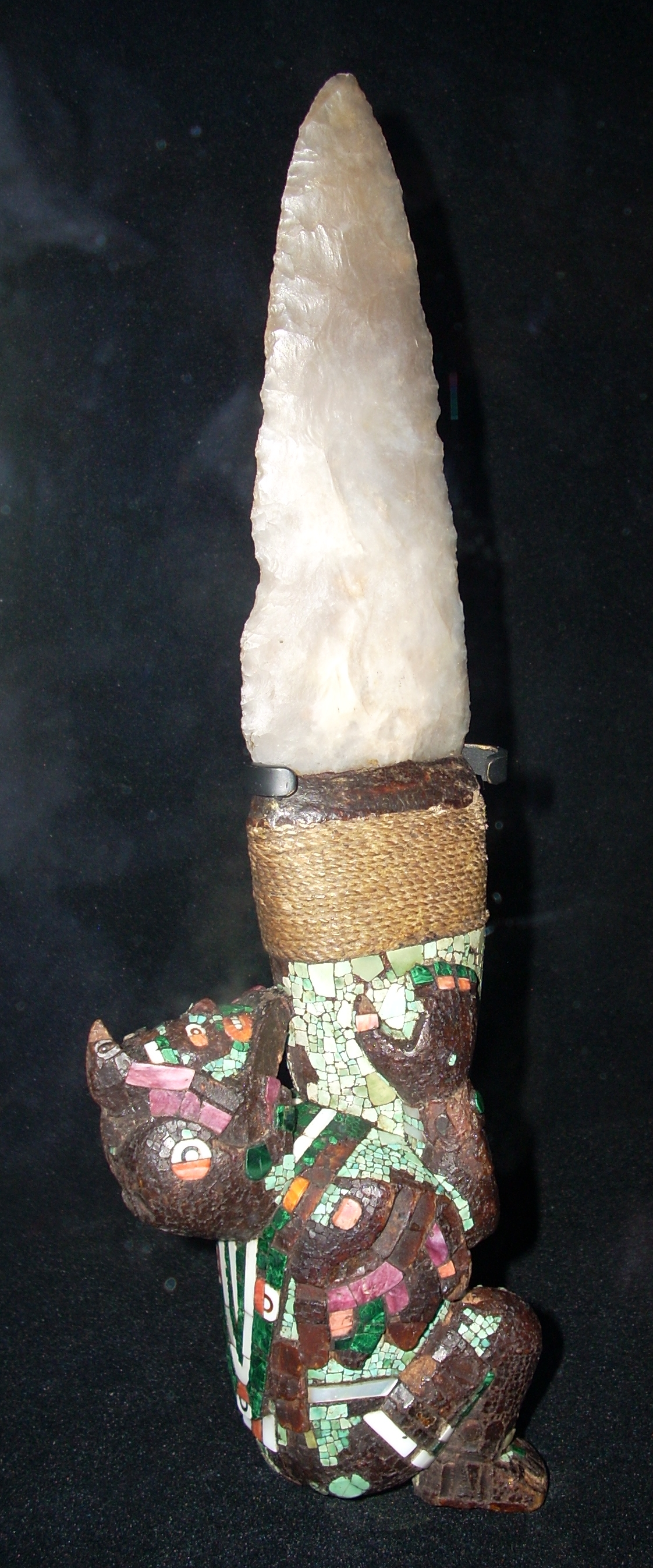
Couteau de sacrifice aztèque ou mixtèque avec manche.